# 96-й меридіан східної довготи
96-й меридіан східної довготи — лінія довготи, що лежить на 96 градусів східніше Гринвіцького меридіана. Вона проходить від Північного полюса через Північний Льодовитий океан, Азію, Індійський океан, Південний океан та Антарктиду до Південного полюса.
96-й меридіан східної довготи формує велике коло разом із 84-тим меридіаном західної довготи.

## Список географічних об'єктів, що перетинає 96° сх. д.
Починаючи на Північному полюсі та рухаючись до Південного полюса, 96-й меридіан східної довготи проходить через:
| Координати                                                 | Країна, територія або море | Примітки                                                                    |
| ---------------------------------------------------------- | -------------------------- | --------------------------------------------------------------------------- |
| 90°0′ пн. ш. 96°0′ сх. д. / 90.000° пн. ш. 96.000° сх. д.  | Північний Льодовитий океан |                                                                             |
| 81°10′ пн. ш. 96°0′ сх. д. / 81.167° пн. ш. 96.000° сх. д. | Росія                      | Північна Земля — проходить через острови Комсомолець та Жовтневої Революції |
| 78°59′ пн. ш. 96°0′ сх. д. / 78.983° пн. ш. 96.000° сх. д. | Карське море               |                                                                             |
| 77°6′ пн. ш. 96°0′ сх. д. / 77.100° пн. ш. 96.000° сх. д.  | Росія                      | Проходить через архіпелаг Норденшельда[ru] та материк                       |
| 49°59′ пн. ш. 96°0′ сх. д. / 49.983° пн. ш. 96.000° сх. д. | Монголія                   |                                                                             |
| 43°11′ пн. ш. 96°0′ сх. д. / 43.183° пн. ш. 96.000° сх. д. | КНР                        | Сіньцзян Ганьсу Цинхай Тибет                                                |
| 29°22′ пн. ш. 96°0′ сх. д. / 29.367° пн. ш. 96.000° сх. д. | Індія                      | Аруначал-Прадеш — претендує КНР                                             |
| 27°8′ пн. ш. 96°0′ сх. д. / 27.133° пн. ш. 96.000° сх. д.  | М'янма                     |                                                                             |
| 16°14′ пн. ш. 96°0′ сх. д. / 16.233° пн. ш. 96.000° сх. д. | Андаманське море           |                                                                             |
| 5°21′ пн. ш. 96°0′ сх. д. / 5.350° пн. ш. 96.000° сх. д.   | Індонезія                  | Проходить через острів Суматра                                              |
| 4°14′ пн. ш. 96°0′ сх. д. / 4.233° пн. ш. 96.000° сх. д.   | Індійський океан           |                                                                             |
| 2°47′ пн. ш. 96°0′ сх. д. / 2.783° пн. ш. 96.000° сх. д.   | Індонезія                  | Проходить через острів Сімелуе                                              |
| 2°34′ пн. ш. 96°0′ сх. д. / 2.567° пн. ш. 96.000° сх. д.   | Індійський океан           |                                                                             |
| 60°0′ пд. ш. 96°0′ сх. д. / 60.000° пд. ш. 96.000° сх. д.  | Південний океан            |                                                                             |
| 65°1′ пд. ш. 96°0′ сх. д. / 65.017° пд. ш. 96.000° сх. д.  | Антарктида                 | Проходить через Австралійську антарктичну територію (претендує Австралія)   |